# 哈瓦苏湖城 (亚利桑那州)
哈瓦苏湖城（英語：Lake Havasu City），是美国亚利桑那州莫哈维县下属的一座城市。面积约为44.48平方英里（约合115.2平方公里）。根据2010年美国人口普查，该市有人口52,527人，人口密度为1,182.10/平方英里。在建制上，该市属于“City”。